# Ochthebius annae
Ochthebius annae är en skalbaggsart som beskrevs av Ferro 1979. Ochthebius annae ingår i släktet Ochthebius och familjen vattenbrynsbaggar. Inga underarter finns listade i Catalogue of Life.